# Ismaʿil I di Granada
Abū l-Walīd Ismāʿīl I (in arabo أبو الوليد إسماعيل الأول‎?; 3 marzo 1279 – Alhambra, 8 luglio 1325) è stato il quinto sultano nasride del Sultanato di Granada, rimasto al potere dal 1314 al 1325.
Nipote di Muhammad II di Granada da parte della madre Fatima, fu il primo discendente della stirpe di sultani oggi conosciuti come al-dawla al-isma'iliyya al-nasriyya (il ramo della dinastia nasride che seguì a Ismaʿil). Gli storici lo descrivono come un sovrano capace che migliorò la posizione del sultanato con vittorie militari riportato durante la sua parentesi al potere.
Rivendicò il trono durante il regno di suo zio materno, Nasr, a seguito di una ribellione scatenata dal padre di Ismaʿil, Abu Said Faraj. Le loro forze sconfissero l'impopolare Nasr e Ismaʿil fu proclamato sultano nell'Alhambra nel febbraio 1314. Trascorse i primi anni del suo regno combattendo Nasr, che tentò di riconquistare il trono dopo essersi spostato a Guadix, dove inizialmente gli fu concesso di ricoprire il ruolo di governatore. Nasr si avvalse dell'aiuto della Corona di Castiglia, che poi ottenne l'autorizzazione papale per compiere una crociata contro Ismaʿil. La guerra continuò con tregue intermittenti e raggiunse il suo culmine nella battaglia della Vega de Granada il 25 giugno 1319, che coincise con una grossa vittoria delle forze di Ismaʿil, guidate dal principe merinide Uthman ibn Abi al-Ula, contro la Castiglia. La morte dei due reggenti per il neonato sovrano Alfonso gettò la Castiglia in una fase di caos e la costrinse a porre fine al sostegno fornito a Nasr.
Scaduta una breve tregua, Ismaʿil conquistò alcuni castelli sul confine castigliano nel 1324 e 1325, tra cui Baza, Orce, Huéscar, Galera e Martos. In questa campagna rientrò il primo scontro storico durante il quale si fece impiego di cannoni in un assedio nella penisola iberica. Le atrocità avvenute durante l'assalto di Martos lasciarono un forte impatto nelle cronache musulmane. Fu assassinato dal suo parente, Muhammad ibn Ismail, l'8 luglio 1325, per motivi personali. Durante la sua vita, Ismaʿil aggiunse degli edifici al complesso del Palazzo dell'Alhambra, al Palazzo del Generalife e al Palazzo dell'Alcázar Genil.

## Contesto storico

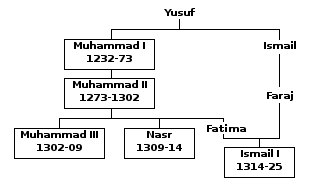
Sezione dell'albero genealogico dei Nasridi, la dinastia a cui apparteneva Ismaʿil

Il Sultanato di Grenada e le città e gli insediamenti più ampi

ʾAbū al-Walīd Ismāʿīl ibn Faraj era il figlio di Abu Said Faraj e di Fatima bint al-Ahmar. Quest'ultima era la figlia del sultano Muhammad II di Granada (al potere dal 1273 al 1302) e la sorella del sultano Muhammad III di Granada, Nasr (r. 1309-1314), i due immediati successori e figli di Muhammad II. Anche il padre di Ismaʿil, Abu Said Faraj, apparteneva alla famiglia reale, in quanto figlio di Ismail ibn Nasr, fratello del fondatore della dinastia Muhammad I (r. 1238-1273). Pertanto, Ismaʿil era imparentato con il ramo della dinastia dei Nasridi regnante tramite due legami. In primis, per mezzo di sua madre era nipote di Muhammad II e pronipote di Muhammad I, mentre tramite il padre Abu Said pronipote di Muhammad I. Abu Said sposò Fatima durante il regno di suo padre, Muhammad II, del quale fu fidato consigliere oltre che cugino. Abu Said venne inoltre nominato governatore di Malaga per scelta di Muhammad II. Malaga era la seconda città maggiore del Sultanato di Granada dopo la capitale, Granada, e il porto principale del Mar Mediterraneo, senza il quale «Granada non si presentava altro che come un'isolata città circondata dalle montagne», secondo le parole dello storico Leonard P. Harvey. Anche il padre di Abu Said, Ismail ibn Nasr, ne fu governatore fino alla sua morte, avvenuta nel 1257.
Il sultanato fu l'ultimo Stato musulmano medievale esistito nella penisola iberica, fondato da Muhammad I intorno al 1230. Con una serie di manovre diplomatiche e militari, esso riuscì a preservare la sua indipendenza, nonostante si sviluppasse a ridosso tra due vicini più grandi: il Regno di Castiglia cristiano a nord e il Sultanato merinide musulmano in Marocco. Granada strinse occasionalmente delle alleanze o entrava in guerra con l'una o con l'altra potenza, spronandole altresì a combattere tra di loro, al fine di evitare di finire sotto l'egemonia di una delle due. Di tanto in tanto, i sultani di Granada giurarono fedeltà e resero tributo ai re di Castiglia, versando peraltro somme particolarmente elevate. Nell'ottica della Castiglia, Granada era a tutti gli effetti un suo vassallo, mentre le fonti musulmane non descrivono mai un rapporto di sudditanza simile; si pensi inoltre che alcuni sultani, tra cui Muhammad I, giurarono in alcune occasioni la propria fedeltà ad altri sovrani musulmani.

## Biografia

### Primi anni di vita
Ismaʿil nacque il 3 marzo 1279 (17 Shawwal 677 AH), poco dopo che suo padre Abu Said fu inviato a Málaga come governatore l'11 febbraio. Nacque probabilmente nell'Alhambra, il complesso del palazzo reale di Granada, perché sua madre era nell'ultimo periodo di gravidanza al momento della partenza di Abu Said, e il dominio nasride a Malaga appariva ancora precario. I vecchi governatori della città, i Banu Ashqilula, erano infatti stati da poco rimpiazzati e le loro lunghe ribellioni erano state solo di recente sedate. Ismaʿil e sua madre si trasferirono successivamente a Malaga, dove suo padre si dimostrò un governatore capace e un fidato consigliere di Muhammad II e, successivamente, di Muhammad III. Ismaʿil aveva un fratello minore, tale Muhammad, la cui data di nascita risulta sconosciuta agli storici. Pare che, durante i suoi primi anni, Ismaʿil fosse molto apprezzato da suo padre e da suo nonno materno, Muhammad II. I biografi lo descrivono come un giovane che amava la caccia e che aveva una lunga barba rossa scura.
Lo zio materno di Ismaʿil, il sultano Nasr, divenne impopolare a corte negli ultimi anni del suo regno. Lo storico Leonard P. Harvey ha sostenuto che il motivo per cui ciò avvenne non è chiaro, rigettando la versione riferita dallo studioso quasi contemporaneo Ibn Khaldun secondo il quale la causa fu il «tendente ricorso [dei due] alla violenza e all'ingiustizia»; secondo Harvey, si tratterebbe soltanto di «propaganda ostile». Lo studioso arabista Antonio Fernández-Puertas ha ipotizzato che vi fosse un qualche collegamento con la passione per la scienza provata da Nasr, che secondo i suoi nobili lo assorbiva eccessivamente, poiché pare infatti che Nasr avesse dedicato così tanto tempo a costruire astrolabi e tavole astronomiche da trascurare i suoi doveri di sultano. Inoltre, Fernández-Puertas ha posto l'accento sui malumori di quei sudditi che lo ritenevano particolarmente filo-cristiano; bisogna infatti ricordare che la madre di Nasr era cristiana e che i rapporti del sovrano con Ferdinando IV furono tendenzialmente distesi. Anche il suo visir, Ibn al-Hajj, divenne impopolare poiché si credeva che esercitasse un'influenza eccessiva sul sultano. Ad aggravare la loro posizione furono i loro abbigliamenti, poiché essi tendevano a vestirsi secondo lo stile castigliano. Harvey ritiene inoltre che Nasr sia stato accusato, «forse ingiustamente», per le perdite patite da Granada nella guerra avvenuta durante il suo sultanato contro i Merinidi del Marocco e i regni cristiani di Castiglia e Aragona. Inizialmente dovette reprimere una congiura di palazzo finalizzata a ripristinare sul trono il suo predecessore, il detronizzato Muhammad III, nel novembre del 1310. Malgrado il tentativo fallì, Abu Said Faraj incontrò la fazione di nobili contraria a Nasr e rimase sorpreso dall'impopolarità del sultano. Ciò lo spinse a fomentare una rivolta nell'anno successivo in nome del figlio Ismaʿil, che vantava maggiori pretese al trono grazie ai legami familiari di sua madre. Secondo Fernández-Puertas, la decisione di Abu Said fu in parte motivata dall'annegamento di Muhammad III avvenuto per ordine di Nasr dopo il fallito colpo di stato, ma esistono dei resoconti contrastanti su quando tale episodio avvenne; alcuni storici, tra cui Francisco Vidal Castro, ritengono che la data più probabile fosse il febbraio del 1314, ovvero molto tempo dopo l'inizio della ribellione di Abu Said.
Gli insorti presero il controllo di Antequera, Marbella e Vélez-Málaga, avanzarono verso Vega de Granada e sconfissero le forze di Nasr in una località chiamata dalle fonti arabe al-Atsha, forse corrispondente alla moderna Láchar. Durante la battaglia, Nasr perse il controllo delle redini e cadde da cavallo, dovendo perciò tornare di corsa a Granada a piedi. Abu Said procedette all'assedio della capitale, ma non disponeva dei rifornimenti necessari per sostenere una campagna prolungata. Nasr domandò quindi aiuto a Ferdinando IV e le forze di Castiglia sotto l'Infante Pietro surclassarono Abu Said e Ismaʿil il 28 maggio 1312. Abu Said cercò la pace e riuscì a farsi assegnare la carica di governatore di Malaga, da dove riprese a rendere omaggio al sultano.

### Ascesa al potere

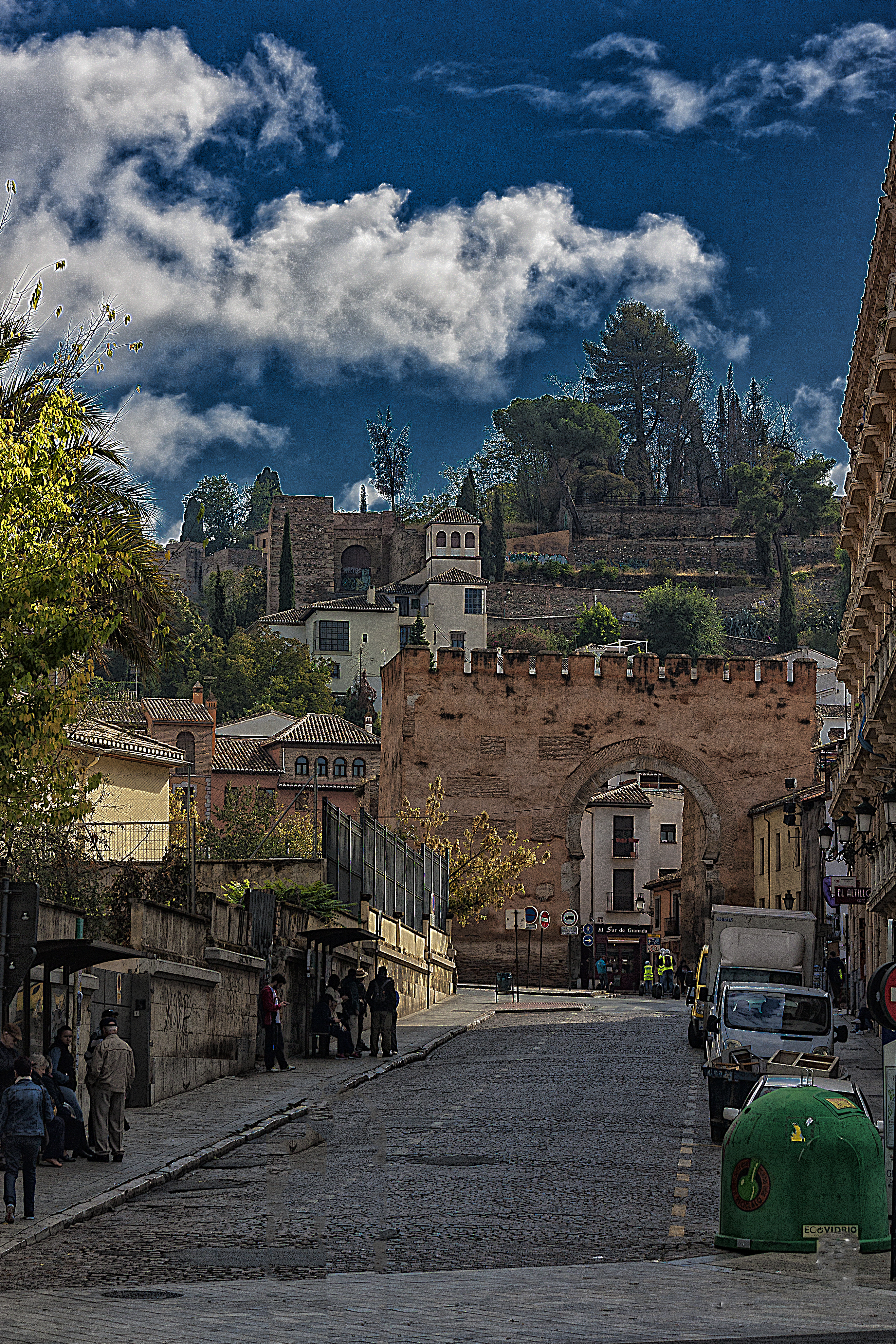
La Porta di Elvira, da dove Ismaʿil fece il suo ingresso a Granada nel 1314

Temendo la vendetta del sultano, Abu Said inviò il suo katib (segretario) Ibn Isa a negoziare un accordo segreto con i Merinidi, ai sensi del quale avrebbe dovuto cedere Malaga in cambio del governatorato di Salé, nel Nord Africa. La popolazione di Malaga venne a sapere dei negoziati in corso e li considerò alla stregua di un tradimento; i cittadini insorsero e lo deposero in favore di Ismaʿil. Quest'ultimo non arrestò suo padre, ma lo tenne confinato a Malaga. Durante una visita fuori città, Abu Said fu sospettato di aver tentato la fuga e fu catturato dai cittadini di Malaga. Ismaʿil arrivò prima che suo padre venisse ferito, dopodiché ordinò di imprigioniarli nel castello di Cártama. Successivamente, durante il sultanato di Ismaʿil, fu trasferito nel castello di Salobreña, dove morì nel 1320.
L'opposizione a Nasr continuò e i membri della fazione a lui contraria fuggirono dalla corte verso Malaga, roccaforte di Ismaʿil. Ben presto Ismaʿil ricominciò a scatenare i tumulti, forte dell'appoggio di sua madre Fatima e di Uthman ibn Abi al-Ula, il comandante dei Volontari della Fede (dei combattenti nordafricani di fede musulmana) presidiava la città. Mentre Ismaʿil procedeva verso Granada, il suo esercito crebbe di numero e gli abitanti della capitale gli aprirono le porte della città. Ismaʿil entrò attraversando la Porta di Elvira e assediò Nasr, che si rifugiò nel complesso dell'Alhambra. Il sultano cercò di chiedere aiuto all'Infante Pietro, allora uno dei reggenti di Castiglia dopo la morte di Ferdinando IV e l'ascesa al trono del neonato re Alfonso XI (r. 1312-1350), ma i soccorsi castigliani non giunsero in tempo. Nel frattempo, Ismaʿil si stabilì nel vecchio castello (qasba qadima) del distretto di Albayzín. Secondo Vidal Castro, si dichiarò sultano il 14 febbraio 1314 (27 Shawwal 713 AH). Ismaʿil e Nasr giunsero infine a un'intesa in base alla quale il vecchio sultano abdicava e cedeva l'Alhambra, sede del potere, a suo nipote. Ismaʿil fece il suo ingresso nel complesso del palazzo il 16 febbraio e il 28 febbraio (12 Dhu al-Qaida) ebbe luogo la cerimonia di incoronazione di Ismaʿil nell'Alhambra. Nasr ricevette a titolo di concessione il diritto di partire per la città orientale di Guadix la notte del 19 febbraio, dove assunse la carica di governatore. Secondo la voce dell'Encyclopaedia of Islam dedicata alla dinastia nasride, la partenza di Nasr per Guadix avvenne l'8 febbraio (21 Shawwal).

## Sultanato

### Rafforzamento della sua posizione al trono

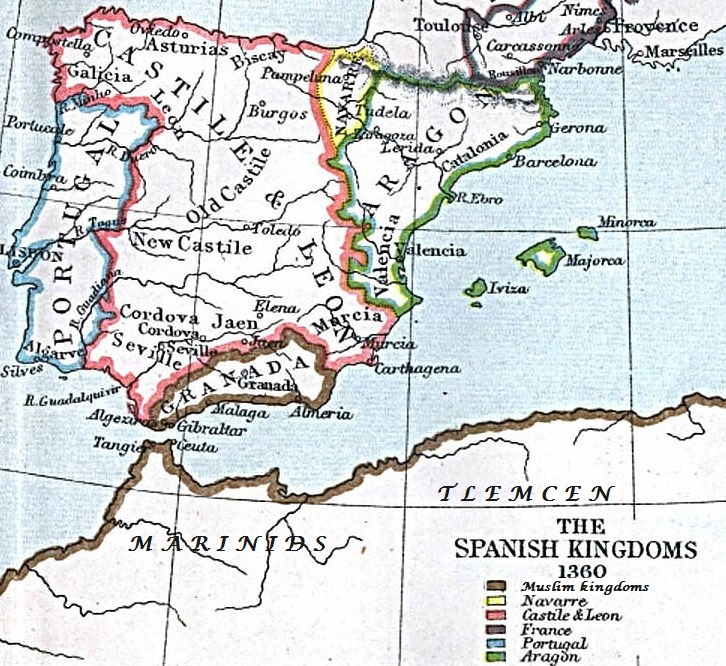
Il Sultanato di Granada e i regni circostanti nel XIV secolo

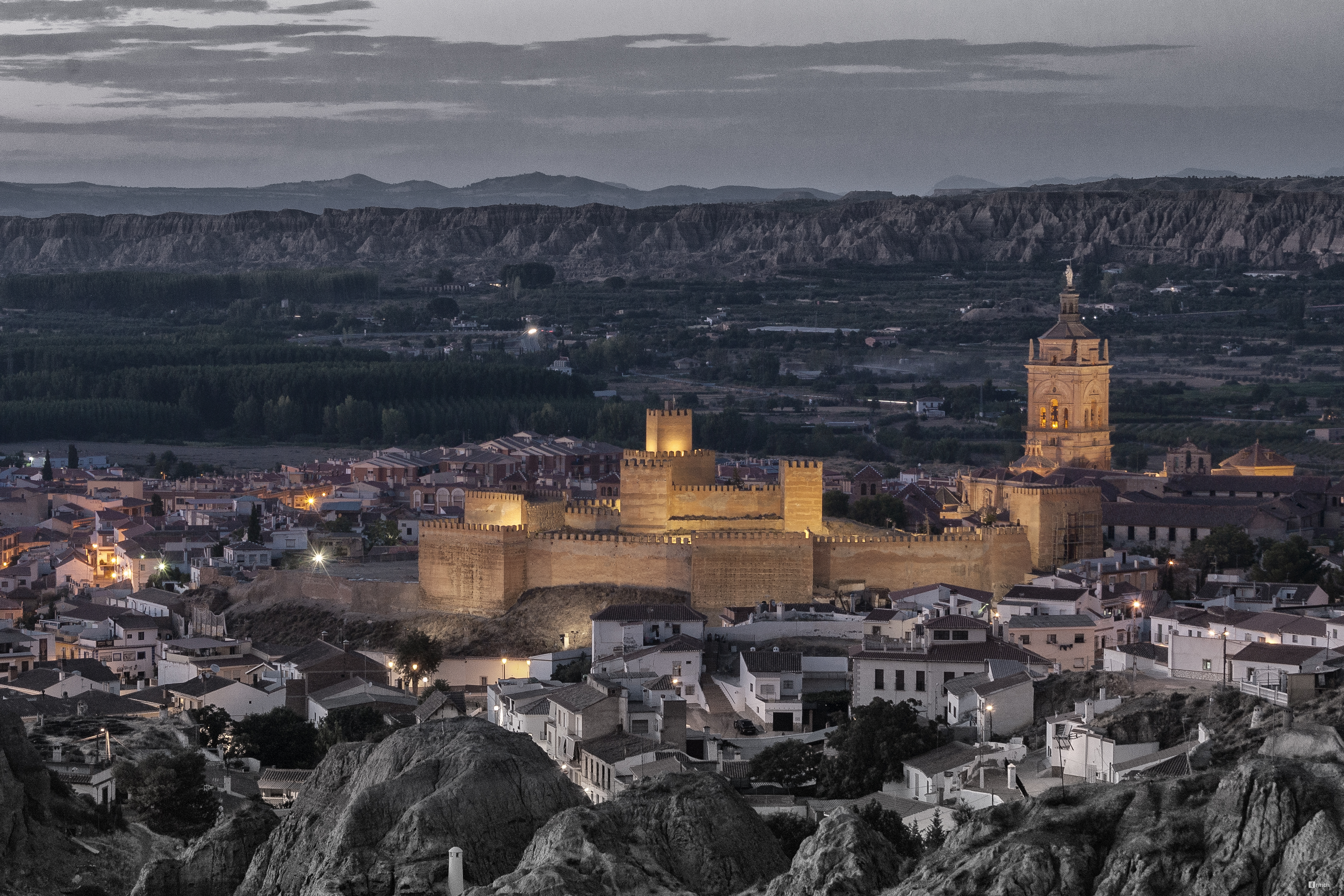
L'Alcazaba e la città di Guadix, dove si spostò Nasr e da cui pianificò una campagna da compiere contro Ismaʿil

I primi anni del sultanato di Ismaʿil furono segnati dal conflitto con il deposto Nasr, che si era auto-proclamato "re di Guadix" ed esercitava la sua autorità sulla città atteggiandosi come sovrano indipendente. Nasr accusò Ismaʿil di aver violato il patto grazie aL quale si era trasferito a Guadix e si avvalse dell'ausilio dei suoi parenti e servitori per tentare di riconquistare il trono. Fu sostenuto anche dai principi nordafricani in esilio Abd al-Haqq ibn Uthman e Hammu ibn Abd al-Haqq, che lo seguirono nell'insediamento in cui si trovava. Ismaʿil mise in stato di allerta le sue regioni di confine allo scopo di anticipare gli eventuali interventi castigliani a favore di Nasr, considerato dal re castigliano suo vassallo. Nominò inoltre Uthman ibn al-Ula, che già guidava i Volontari della Fede, comandante della sezione occidentale del jund (esercito regolare), incaricandolo di affrontare la minaccia castigliana.
Ismaʿil assediò Guadix nel maggio 1315, ma se ne andò senza aver ottenuto un successo dopo quarantacinque giorni. Nasr chiese aiuto alla Castiglia e all'Aragona: il re Giacomo II d'Aragona non promise alcuna assistenza specifica, mentre Pietro convocò i nobili di Castiglia nella primavera del 1316, assicurandosi il sostegno per compiere una campagna militare a Granada. La Castiglia inviò una colonna di rifornimenti a Nasr, nuovamente assediata a Guadix, ma fu intercettato dalle forze granadine guidate da Uthman ibn Abi al-Ula, evento che portò a una grande battaglia l'8 maggio a Guadahortuna/Wadi Fortuna vicino a Alicún. Le fonti musulmane e cristiane coeve non concordano sul vincitore di quella battaglia, ma gli storici moderni hanno ritenuto che prevalse la Castiglia: Harvey e Fernández-Puertas hanno dedotto che i castigliani conseguirono una vittoria dalla portata limitata sulla base del fatto che si avvicinarono lievemente a Granada dopo la battaglia, mentre Joseph F. O'Callaghan l'ha considerata una «netta vittoria» che provocò la morte di 1 500 musulmani. Ismaʿil fu costretto a rinunciare all'assedio e a ritirarsi a Granada e, nel mese successivo, Pietro espugnò vari castelli, tra cui Cambil, Alhamar e Benaxixar, e diede alle fiamme le campagne di Iznalloz. Nel frattempo, Ismaʿil si alleò con Yahya ibn Abi Talib, il governatore azafide di Ceuta, che sconfisse la Castiglia in una battaglia navale e poi nell'assedio di Gibilterra del 1316. Quest'ultimo fu abbandonato quando la Castiglia inviò una forza di soccorso. Più tardi, nell'estate del 1316, Pietro e Ismaʿil concordarono un tregua fino al 31 marzo 1317.
Pietro invase nuovamente il territorio nemico nel 1317, saccheggiando le campagne della pianura di Granada a luglio e catturando poi Bélmez. Ismaʿil accettò dunque di rendere omaggio alla Castiglia in cambio di un'altra tregua. La guerra imperversò di nuovo nella primavera del 1318, e a settembre Ismaʿil e Pietro accettarono un'altra tregua. Ismaʿil si aspettava un altro attacco imminente, poiché la Castiglia e l'Aragona aveva spronato papa Giovanni XXII a emettere una bolla pontificia che autorizzasse una crociata nel 1317 contro Granada. In quell'occasione, i due regni cristiani ricevettero l'autorizzazione a incamerare le decime altrimenti destinate alla Chiesa per finanziare la guerra. Ismaʿil domandò aiuto al sultano merinide Abu Sa'id Uthman II (r. 1310-1331), sollecitandolo altresì a inviare Uthman ibn Abi al-Ula, comandante delle truppe merinidi attive in territorio nasride. Poiché Abi al-Ula aveva precedentemente tentato di rivendicare per sé il trono merinide, Abu Sa'id Uthman II rifiutò di fornire sostegno, anche perché temeva che Granada intendesse riconquistare Ceuta, persa qualche anno prima in favore dei marocchini. Conscio dell'isolamento di Ismaʿil, Pietro avviò i preparativi per un'altra invasione e comunicò al sultano che, poiché era stata proclamata la crociata, egli non poteva esimersi e non attaccare Granada, in quanto rischiava di essere scomunicato. Al contempo, rinunciò al pagamento del tributo annuale che il sultanato pagava alla Castiglia; da parte sua, Ismaʿil giudicò le decisioni del principe cristiano alla stregua di un tradimento. In quel preciso momento, l'intenzione di Pietro non era probabilmente quella di intronizzare una seconda volta Nasr, ma piuttosto di sottomettere totalmente Granada, tanto che e dichiarò: «Non sarei il figlio del re Don Sancho, se, nel giro pochi anni e sempre se Dio mi concederà di rimanere in vita, non riportassi la casa di Granada sotto la Corona di Spagna». Pietro invase i territori di Granada nel maggio 1319 e si impossessò di Tíscar il 26. A Pietro si unì il suo co-reggente, l'Infante Giovanni, e avanzarono verso Granada nella metà di giugno. Arrivati nelle vicinanze della città il 23 giugno, decisero di fare ritorno il 25. Nello stesso giorno, le truppe di Ismaʿil al comando di Uthman ibn Abi al-Ula iniziarono il loro contrattacco, aggredendo la retroguardia che rispondeva agli ordini dell'Infante Giovanni. Pietro reagì guidando il suo esercito di 5 000 cavalieri e altri fanti contro i 5 000 uomini a cavallo di Uthman.
La successiva battaglia della Vega de Granada si concluse con una netta vittoria musulmana. Pietro cadde da cavallo, venendo colpito mentre cercava di guidare le sue truppe o impigliato mentre caricava da solo un cavaliere granadino, e morì immediatamente. Giovanni si fece sopraffare dall'indecisione, prendo quasi «né morto né vivo», mentre stava cercando di radunare le sue truppe dopo aver appreso della dipartita di Pietro; egli stesso avrebbe perso la vita più tardi in quella notte. Demoralizzati per la morte di Pietro e l'incapacità di Giovanni, i restanti comandanti castigliani iniziarono una ritirata disordinata. Le forze granadine, pensando che i castigliani si stessero preparando per la battaglia, attaccarono l'accampamento nemico, uccidendo e catturando molti castigliani e saccheggiando il loro presidio. Sia autori musulmani sia cristiani considerarono l'esito frutto dell'intervento divino, con Ibn Khaldun che lo dichiarò «uno dei più meravigliosi interventi di Allah a sostegno della vera fede».

### Rafforzamento del sultanato

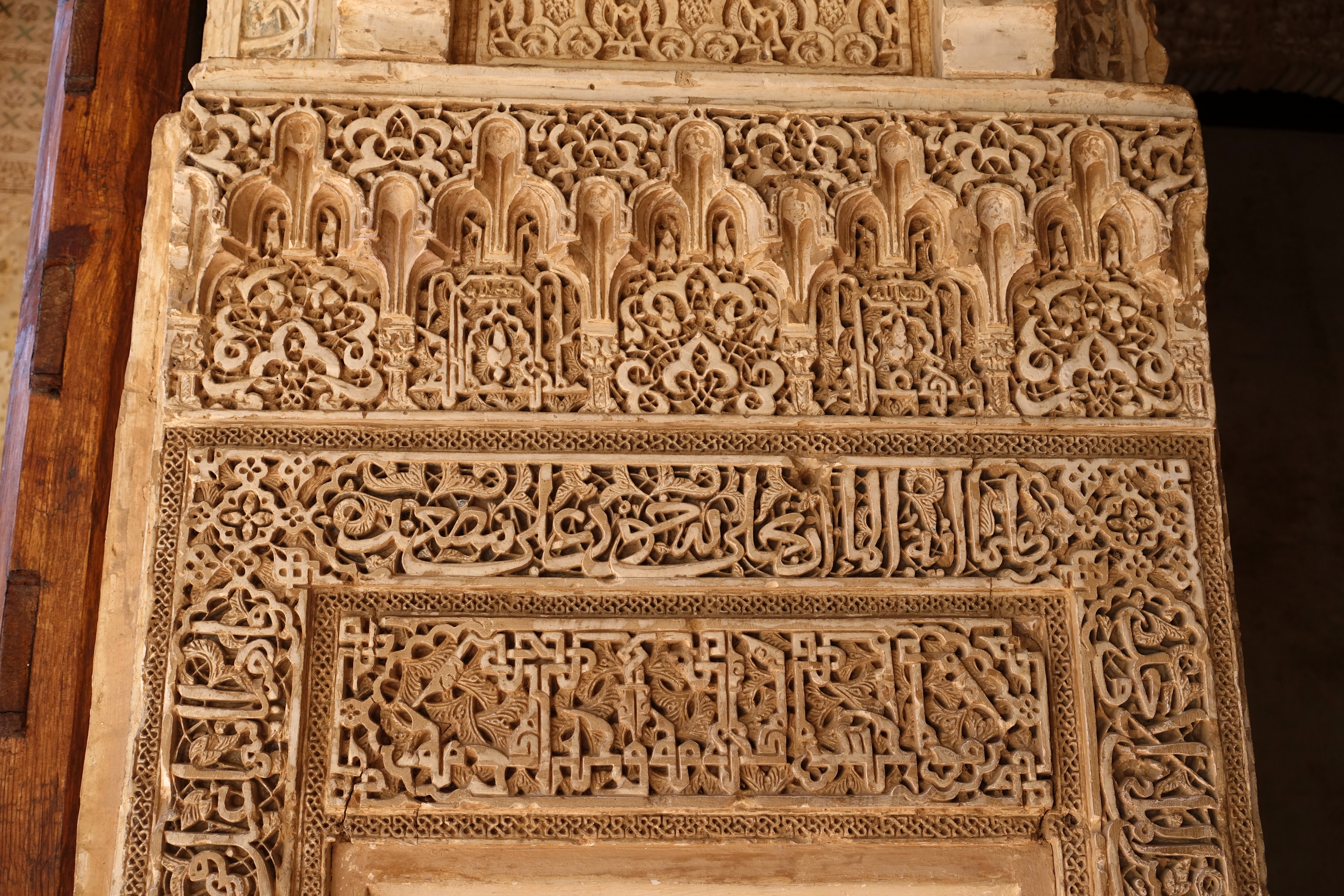
Una poesia in onore di Ismaʿil scolpita nel Palazzo del Generalife

La morte dei due reggenti castigliani nella battaglia di Vega e la completa disfatta delle loro forze posero effettivamente fine alla minaccia castigliana al trono di Ismaʿil. Con la corte di Castiglia allo sbando, l'Hermandad General de Andalucía, una confederazione regionale di città di frontiera, agì da intermediaria per negoziare con Granada. Fu infine concordata una tregua della durata di otto anni a Baena il 18 giugno 1320, la quale pose a tutti gli effetti fine al sostegno della Castiglia a Nasr. Ogni città dell'hermandad inviò dei propri rappresentanti allo scopo firmare il trattato e si impegnò ad accettare un nuovo reggente solo se questo o questa avesse obbligatoriamente accettato di riconoscere la validità del trattato. Giacomo II d'Aragona, che ricevette anche l'autorizzazione papale e i fondi necessari per compiere una crociata contro Granada, inizialmente rimproverò l'hermandad  per aver stipulato un'intesa da lui percepita come uno «sgarbo fatto a Dio» e non approvato dalla corona. Malgrado ciò, alla fine stipulò anch'egli un accordo con Ismaʿil che preservò la propria efficacia per un lustro. Ismaʿil negoziò pure la pace con Don Giovanni Emanuele, agendo in qualità di signore di Murcia, parte dei regni castigliani che separavano Granada e Aragona. L'intesa prevedeva una disposizione secondo cui Granada avrebbe potuto muoversi in territorio murciano in caso di guerra contro l'Aragona; inoltre, i murciani non avrebbero dovuto avvertire l'Aragona delle manovre adottate dalle truppe musulmane. Malgrado questa misura preventiva, la pace tra Granada e Aragona mantenne e la tregua fu rinnovata nel 1326. Nasr morì senza eredi a Guadix nel 1322, e Ismaʿil ricongiunse formalmente i territori sotto il suo controllo al sultanato. La morte di Nasr rese il dominio di Ismaʿil praticamente incontrastato e aprì la strada a una nuova stirpe di sultani di cui fu il capostipite.
Nonostante il trattato di Baena, le altre tregue prima vigenti tra Granada e Castiglia terminarono e il conflitto ricominciò. Una flotta castigliana al comando di Alfonso Jofré Tenorio surclassò Granada in uno scontro navale e, secondo i documenti cristiani, catturò 1 200 musulmani che furono spediti a Siviglia. Nel frattempo, incoraggiato dalla scomparsa della minaccia rappresentata da Nasr e dal vuoto di potere alla corte castigliana, Ismaʿil varcò il confine terrestre con la Castiglia per rafforzare il suo controllo sulle frontiere e riconquistare le fortezze situate in quella zona. Nel luglio 1324 riconquistò Baza, vicino a Guadix. Sul finire dell'anno o nel 1325 prese Orce, Huéscar e Galera, impiegando altresì diversi cannoni durante uno degli assedi. Ismaʿil ordinò la ricostruzione delle difese nei luoghi conquistati, contribuendo alla realizzazione del fossato di Huéscar con le sue stesse mani. Le poesie che celebravano alcuni dei successi militari di Ismaʿil furono trascritte nella Dar al-Mamlaka al-Saida (Casa Felice del Regno), nel Generalife dell'Alhambra. L'ultima campagna di Ismaʿil coincise con l'assedio di Martos, dal 22 giugno al 6 luglio 1325. Durante l'assalto, Ismaʿil perse il controllo delle sue truppe, che si diedero a saccheggi in città e ne massacrarono gli abitanti. Le atrocità avvenute in quell'occasione furono fermamente condannate persino dai cronisti musulmani.

### Testimonianza dell'impiego di cannoni
Gli storici riferiscono dell'impiego dei cannoni durante uno degli assedi di Ismaʿil nel 1324 o 1325; si trattò della prima storica testimonianza della presenza di cannoni nella penisola iberica, malgrado vi sia incertezza a livello storiografico su alcuni dettagli. Sia Joseph F. O'Callaghan (2011) che Francisco Vidal Castro hanno inequivocabilmente sostenuto che i cannoni vennero effettivamente utilizzati a Galera (secondo O'Callaghan) o a Huéscar (secondo Vidal Castro). Rachel Arié, senza precisare nulla di più, ha riferito semplicemente dell'impiego di fuoco greco contro Huéscar. Leonard P. Harvey ha considerato entrambe le possibilità e ha ricordato che la parola araba usata da Ibn al-Khatib impiegata in quel contesto era "naft", traducibile con fuoco greco. Tuttavia, in arabo andaluso può anche riferirsi ai cannoni e alla polvere da sparo. Harvey ha ritenuto verosimile quest'ultima interpretazione, perché la fonte medievale riferisce che l'ordigno sparò una «palla di ferro» (kurra hadidin) ed emetteva il «rumore di un tuono» quando azionato; questi dettagli furono confermati anche da un altro testimone oculare anonimo citato da Harvey. Pare che l'arma indusse la resa dei difensori durante l'assedio, malgrado non sortì un ulteriore impatto a breve termine. Durante il regno del figlio di Ismaʿil, Yusuf I, sembra che i granadini impiegarono di nuovo l'arma nella strategicamente più importante difesa di Algeciras del 1342-1344, come avvenne inoltre nella più celebre battaglia di Crécy del 1346.

### Politica

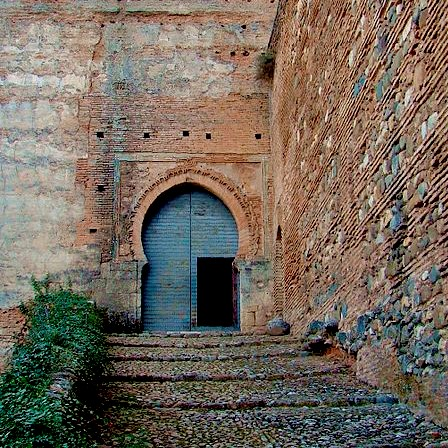
Puertas de las Armas, nell'Alhambra, I cui lavori di costruzione furono avviati da Ismaʿil I

Rispetto ad altri sultani, Ismaʿil applicò in maniera più rigorosa e ortodossa la legge islamica. I biografi sottolineano la sua applicazione del divieto di consumazione dell'alcol (khamr) e l'inasprimento delle punizioni per coloro che lo violavano. Proibì l'esibizione di cantanti schiave nelle riunioni a cui partecipavano uomini. Ordinò agli ebrei di indossare un segno distintivo, una pratica raramente applicata dai monarchi islamici. Impose la tassa della jizya agli ebrei, la quale permise di incamerare delle entrate significative.
Tra i suoi fedelissimi c'erano Abu Fath al-Fihri e Abu al-Hasan ibn Mas'ud al-Muharibi, i quali condividevano la carica di visir (primo ministro). Ismaʿil nominò il famoso poeta Ibn al-Jayyab come suo segretario reale, e Muhammad ibn al-Mahruq come ufficiale responsabile delle sue finanze, intitolato il wakil. Ibn al-Mahruq sarebbe diventato visir durante il regno di Muhammad IV, rimpiazzando Ibn Mas'ud quando questo morì per via delle ferite riportate durante l'attacco contro Ismaʿil. Quest'ultimo nominò Abu Nu'aym Ridwan, un castigliano-catalano convertitosi all'islam, come tutore del principe Muhammad. Quando il giovane salì al trono, Abu Nu'aym mantenne la sua influenza su di lui e venne nominato hajib (ciambellano), carica che continuò ad occupare sotto Yusuf I e durante le prime fasi del sultanato di Muhammad V. Nelle questioni politiche, Ismaʿil fu assistito anche da sua madre Fatima, nonostante le remore avanzate dal padre di lui. Secondo la storica María Jesús Rubiera Mata, in ciò era «dotata di grandi qualità» come suo marito. In ambito giudiziario, Ismaʿil nominò Yahya ibn Mas'ud ibn Ali come qadi al-jama'a (giudice supremo) al posto di Abu Ja'far Ahmad ibn Farkun, il quale aveva prestato i propri servigi sotto Muhammad III e Nasr.

### Morte

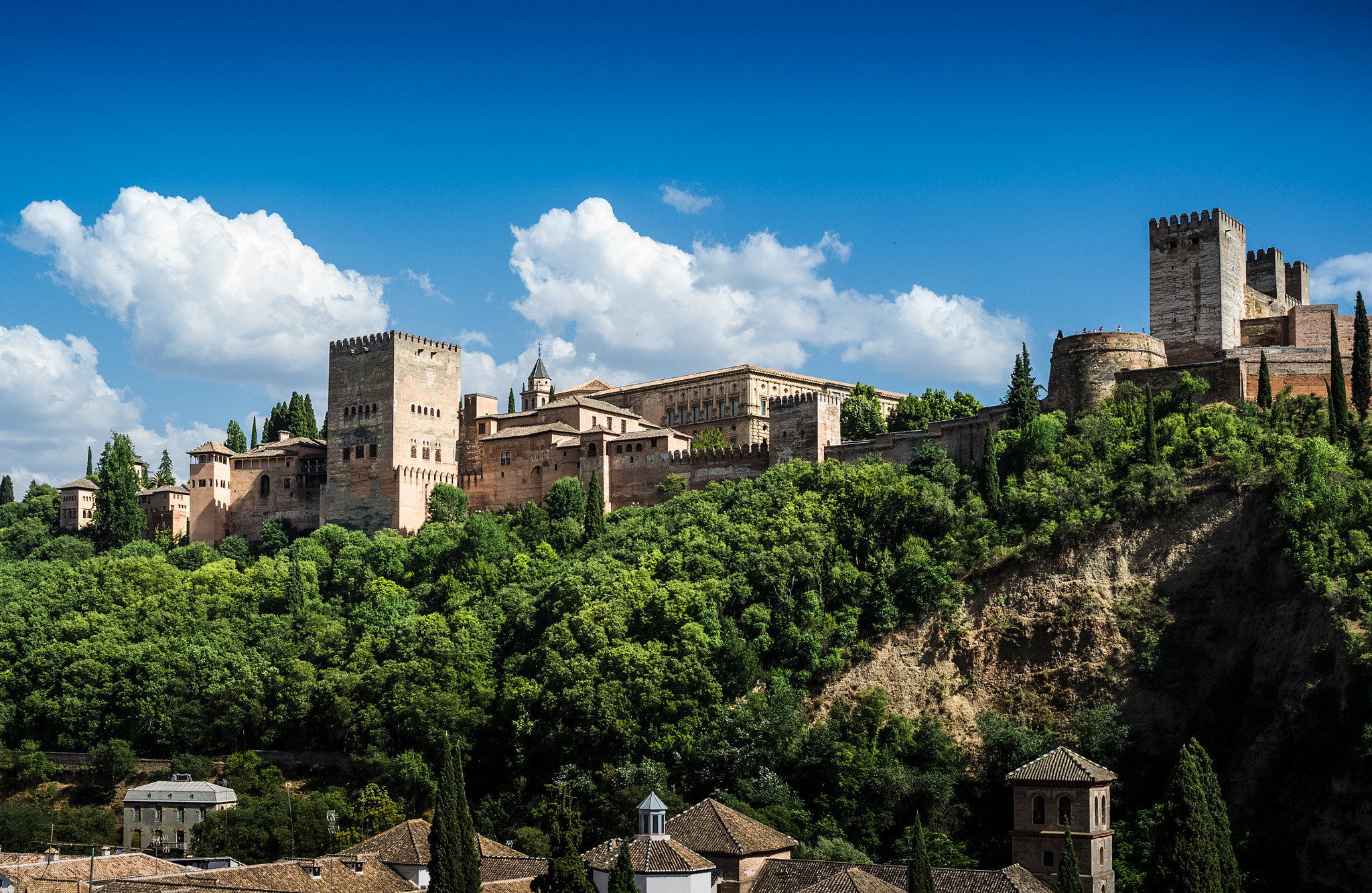
L'Alhambra vista dall'Albaicin, dove Ismaʿil fu assassinato nel 1325

Ismaʿil fu assassinato l'8 luglio 1325 (lunedì 26 Rajab 725 AH) da un parente, Muhammad ibn Ismail, figlio del cugino del sultano (chiamato anch'egli Ismail) e identificato come "sahib al-Jazira" (signore di Algeciras). Lo storico Ibn al-Khatib, che all'epoca aveva undici anni e viveva a Granada al momento dell'omicidio, scrive che il sultano aveva precedentemente ammonito Muhammad a causa di un atto di negligenza imprecisato, e che il rimprovero lo aveva ferito così tanto che decise di uccidere Ismaʿil. Le fonti cristiane affermano che l'assassinio fu motivato da un'altra ragione: secondo le Cronache di Alfonso XI, Muhammad ibn Ismail catturò a Martos una donna cristiana, che Ismaʿil voleva che gli fosse donata. Quando Muhammad rifiutò, il sultano si espresse con toni ritenuti irrispettosi dal signore di Algeciras. Muhammad discusse poi della vicenda con Uthman ibn Abi al-Ula, che accettò di unirsi al complotto per uccidere Ismaʿil. Harvey ha segnalato che il resoconto di un autore estraneo al mondo musulmano il quale riporta testimonianze così minuziose su «ciò che è accaduto a porte chiuse» potrebbe non essere affidabile, soprattutto perché differisce da altre fonti.
L'assassinio avvenne in pieno giorno nell'Alhambra, agli occhi della servitù e degli alti funzionari di Granada. L'omicida abbracciò Ismaʿil in mezzo al pubblico, colpendolo poi tre volte con un pugnale che aveva nascosto sotto la veste e sopra il braccio. Uno dei colpi ferì il collo del sultano appena sopra la clavicola. Ismaʿil cadde dunque esanime a terra, evento che spinse il suo visir Ibn Mas'ud ad accorrere in sua difesa. Il visir combatté l'aggressore e i suoi collaboratori; ne seguì uno scontro con la spada terminato con la fuga dei cospiratori. Questi ultimi furono poi trovati e uccisi nel luogo in cui vennero sorpresi da Uthman, stando a Ibn Khaldun. I loro cadaveri furono appesi alle mura dell'Alhambra e le loro case saccheggiate dalla folla. Nel frattempo, le ferite del sultano erano state tamponate con un turbante. Condotto al palazzo di sua madre Fatima, morì comunque lì dissanguato. Fatima e il visir, che fu gravemente colpito anch'egli nell'attacco, mobilitarono la corte per garantire la successione del figlio di dieci anni del defunto, Muhammad, divenuto da allora noto come Muhammad IV. Anche il visir, subendo la stessa sorte di Ismaʿil, morì per via delle ferite circa un mese dopo. Uthman non fu comunque implicato nell'omicidio e rimase una figura influente a corte.
Ismaʿil fu sepolto nel cimitero reale (rawda) dell'Alhambra, dove era stato tumulato anche suo nonno Muhammad II. Secoli dopo, in occasione della resa di Granada, l'ultimo sultano Muhammad XII (noto anche come Boabdil) riesumò i corpi in questo cimitero e li seppellì nuovamente a Mondújar, in quanto parte dei suoi possedimenti ad Alpujarras.

## Discendenza

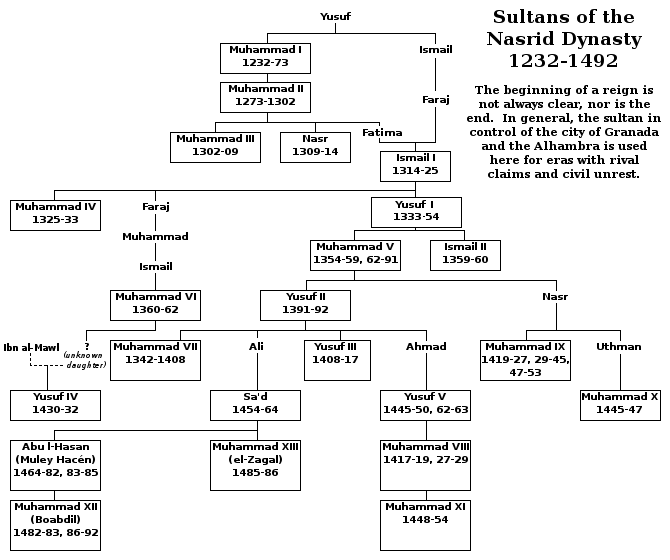
Tavola genealogica completa dei sultani di Granada. Il ramo che inizia con Ismaʿil I è conosciuto come al-dawla al-isma'iliyya al-nasriyya, ovvero "la dinastia nasride di Ismaʿil"

Ismaʿil ebbe almeno tre umm walad (concubine), quattro figli e due figlie. La sua preferita era una cristiana di nome 'Alwa, madre di Muhammad (il suo successore Muhammad IV), Faraj e di due figlie: Fatima e Maryam. Un'altra concubina fu Bahar, che diede alla luce Yusuf (ovvero il successore di Muhammad, Yusuf I), e da un'altra, Qamar, nacque il più giovane di Ismaʿil, omonimo al padre. Verso la fine della sua vita, allontanò Alwa a causa di un atto di disobbedienza sconosciuto; la donna era ancora viva quando Muhammad IV morì nel 1333.

## Giudizio storiografico
Uomo colto e raffinato, in vita Ismaʿil supervisionò la realizzazione di importanti ampliamenti al complesso dell'Alhambra e al palazzo del Generalife. Aggiunse anche il palazzo Alcázar Genil dopo la sua vittoria nel 1319, e costruì quella che oggi è la Puertas de las Armas nell'alcazaba di Granada, che sarebbe poi diventata il Patio dei mirti, una sezione del complesso dell'Alhambra. Il suo impiego del cannone rappresentò un importante sviluppo tecnologico nella guerra iberica, un vantaggio di cui Granada godette da sola nella penisola per qualche tempo: nell'assedio di Algeciras del 1342-1344 Granada schierò nuovamente in campo l'arma, mentre la Castiglia non vantava ancora uno strumento di guerra simile. I castigliani alla fine svilupparono dei propri cannoni e li sfruttarono con più successo rispetto a Granada. Infatti, essi li impiegarono perlopiù nell'abbattere le mura dei castelli, piuttosto che per scopi difensivi. Ciò fece sì che l'equilibrio geopolitico mutasse nei secoli successivi a favore della Castiglia, la quale eseguì diverse campagne di successo fino alla conquista finale di Granada nel 1492.
A Ismaʿil I successe il figlio Muhammad IV (r. 1315-1333), un ragazzo di dieci anni. Fu poi sempre un altro figlio di Ismaʿil, Yusuf (r. 1333-1354), a subentrare a Muhammad IV. La stirpe dei sultani inaugurata da Ismaʿil è oggi chiamata al-dawla al-isma'iliyya al-nasriyya, "la dinastia nasride di Ismaʿil", per distinguerla da al-dawla al-ghalibiyya al-nasriyya, "la dinastia nasride di al-Ghalib", il ramo della dinastia così chiamato per via del soprannome di Muhammad I "al-Ghalib billah" ("Il vincitore per grazia di Dio") e al quale appartenevano i primi quattro sultani. La dinastia dei Nasridi non aveva previsto un criterio di successione specifico, ma Ismaʿil I fu il primo dei pochi sovrani che discendevano matrilinearmente dalla linea reale. L'altro caso avvenne nel 1432 in occasione dell'ascesa di Yusuf IV.
O'Callaghan lo ha giudicato «uno dei sovrani più capaci di Granada», mentre Vidal Castro ha definito il suo sultanato «molto attivo e bellicoso, circostanza che portò al-Andalus in una posizione più forte contro i suoi nemici». Lo storico Hugh N. Kennedy lo definì «un sovrano vigoroso ed efficace» che «avrebbe potuto conseguire molti più obiettivi se non fosse stato assassinato». Allo stesso modo, Harvey ha sostenuto che «sembrava [...] destinato a godere di un sultanato lungo e di successo» dopo la vittoria conseguita nella battaglia di Vega, se non fosse stato per la sua morte prematura».

### Esplicative
1. ↑  Le fonti differiscono sulle date delle conquiste: Vidal Castro: Ismail I ha sostenuto che Orce, Huéscar e Galera furono catturate nel 1324, mentre Latham e Fernández-Puertas (1993), p. 1023 ha indicato il 1325 come data di queste conquiste. Harvey (1992), p. 184 ha specificato che Huescar fu espugnata nel 1324, ma non ha nemmeno ipotizzato la data in cui avvennero questi altri due assedi.

### Bibliografiche
1. 1 2 3 4 5 6 7 8 9  Latham e Fernández-Puertas (1993), p. 1023.
2. 1 2  Fernández-Puertas (1997), p. 2.
3. ↑  Harvey (1992), p. 158.
4. ↑  Fernández-Puertas (1997), p. 1.
5. ↑  Harvey (1992), pp. 9, 40.
6. ↑  Harvey (1992), pp. 160, 165.
7. ↑  O'Callaghan (2013), p. 456.
8. ↑  Harvey (1992), pp. 26-28.
9. 1 2 3 4 5 6 7 8 9 10 11 12 13 14 15 16 17 18 19 20  Vidal Castro: Ismail I.
10. ↑  Boloix Gallardo (2016), pp. 276-277.
11. ↑  Boloix Gallardo (2016), p. 276.
12. ↑  Boloix Gallardo (2016), p. 279.
13. 1 2 3  Harvey (1992), p. 180.
14. 1 2 3 4 5 6 7  Fernández-Puertas (1997), p. 4.
15. ↑  Vidal Castro (2004), p. 361.
16. ↑  Rubiera Mata (1975), pp. 131-132.
17. ↑  Vidal Castro (2004), pp. 361-363.
18. 1 2  Rubiera Mata (1975), p. 132.
19. 1 2  O'Callaghan (2011), p. 134.
20. 1 2  Fernández-Puertas (1997), pp. 4-5.
21. ↑  Catlos (2018), p. 343.
22. 1 2 3  Fernández-Puertas (1997), p. 5.
23. 1 2  Arié (1973), p. 93.
24. ↑  Arié (1973), p. 94.
25. ↑  O'Callaghan (2011), pp. 138-139.
26. ↑  O'Callaghan (2011), pp. 138-139.
27. 1 2 3 4  Harvey (1992), p. 181.
28. 1 2 3  O'Callaghan (2011), p. 139.
29. 1 2  O'Callaghan (2011), p. 141.
30. ↑  O'Callaghan (2011), pp. 142-143.
31. ↑  O'Callaghan (2011), pp. 139-143.
32. 1 2 3 4 5  O'Callaghan (2011), p. 143.
33. ↑  Al-Zahrani (2009), p. 357.
34. 1 2 3 4 5  O'Callaghan (2011), p. 144.
35. ↑  O'Callaghan (2011), pp. 144-145.
36. ↑  Harvey (1992), p. 182.
37. ↑  O'Callaghan (2011), p. 145.
38. ↑  O'Callaghan (2011), pp. 147-148.
39. 1 2  O'Callaghan (2011), p. 147.
40. ↑  O'Callaghan (2011), pp. 147-148.
41. 1 2 3  O'Callaghan (2011), p. 149.
42. 1 2 3 4  Harvey (1992), p. 184.
43. ↑  Fernández-Puertas (1997), p. 6.
44. ↑  Harvey (1992), pp. 199, 230.
45. ↑  O'Callaghan (2011), p. 195.
46. ↑  Arié (1973), p. 215.
47. ↑  Arié (1973), p. 206, anche nota 7.
48. 1 2  Arié (1973), p. 214.
49. 1 2 3 4  Vidal Castro: Muhammad IV.
50. ↑  Arié (1973), p. 264.
51. 1 2  Boloix Gallardo (2016), p. 281.
52. ↑  Arié (1973), pp. 279-280.
53. ↑  Vidal Castro (2004), pp. 371-372.
54. ↑  Vidal Castro (2004), p. 374.
55. ↑  Vidal Castro (2004), p. 375.
56. ↑  Harvey (1992), p. 185.
57. ↑  Harvey (1992), pp. 185, 187.
58. 1 2  Vidal Castro (2004), p. 377.
59. ↑  Vidal Castro (2004), pp. 375-376.
60. 1 2  Vidal Castro (2004), p. 376.
61. ↑  Vidal Castro (2004), pp. 379-380.
62. 1 2  Catlos (2018), p. 344.
63. ↑  Arié (1973), p. 198.
64. 1 2 3  Fernández-Puertas (1997), p. 7.
65. ↑  Harvey (1992), pp. 199-201, 230.
66. ↑  Harvey (1992), pp. 230-232.
67. ↑  Fernández-Puertas (1997), pp. 1, 5.
68. ↑  Kennedy (2014), p. 287.